# Tapinoma luffae
Tapinoma luffae é uma espécie de formiga do gênero Tapinoma.